# Рокиці (Плоцький повіт)
Рокиці (пол. Rokicie) — село в Польщі, у гміні Брудзень-Дужий Плоцького повіту Мазовецького воєводства.
Населення — 231 особа (2011).
У 1975-1998 роках село належало до Плоцького воєводства.

## Демографія
Демографічна структура станом на 31 березня 2011 року:
|          | Загалом | Допрацездатний вік | Працездатний вік | Постпрацездатний вік |
| -------- | ------- | ------------------ | ---------------- | -------------------- |
| Чоловіки | 111     | 31                 | 66               | 14                   |
| Жінки    | 120     | 30                 | 51               | 39                   |
| Разом    | 231     | 61                 | 117              | 53                   |